# Aleksiej Makiejew
Aleksiej Aleksandrowicz Makiejew, ros. Алексей Александрович Макеев (ur. 25 listopada 1991 w Nowouralsku) – rosyjski hokeista, reprezentant Rosji.

## Kariera
- Kiedr Nowouralsk (2007-2012)
- Awto Jekaterynburg (2012-2013)
- Awtomobilist Jekaterynburg (2012-2013)
- Witiaź Podolsk (2013-2020)
  -  THK Twer (2014/2015)
- Awtomobilist Jekaterynburg (2020-)

Karierę rozwijał przez kilka lat na trzecim i czwartym poziomie ligowym w klubie Kiedr z rodzinnego miasta.
W 2012 przeszedł do Awtomobilista Jekaterynburg i zadebiutował wtedy w rozgrywkach seniorskich KHL oraz w juniorskich MHL. W 2013 przeszedł do Witiazia Podolsk, gdzie rozegrał siedem sezonów KHL. W 2020 ponownie został zawodnikiem Awtomobilista.

## Sukcesy
Indywidualne
- KHL (2016/2017): pierwsze miejsce w klasyfikacji zwycięskich goli w sezonie zasadniczym: 8 goli[2]